# Dorji Yangki
Dorji Yangki ist eine bhutanesische Architektin.

## Leben
Dorji Yangki studierte nach dem Besuch eines jesuitischen Internats in Indien Architektur an der Deakin University in Melbourne, Australien, und arbeitete in England, Norwegen und Japan. An der britischen University of York absolvierte sie ein Studium in Denkmalpflege (Master). Sie hatte 2008 bis 2009 die Loeb Fellowship an der Harvard Graduate School of Design inne.
Yangki ist Chefarchitektin und Leiterin der Abteilung Denkmalpflege im Kulturministerium in Bhutan. Sie ist erste gewählte Präsidentin des Royal Bhutanese Institute of Architects.

## Wirken

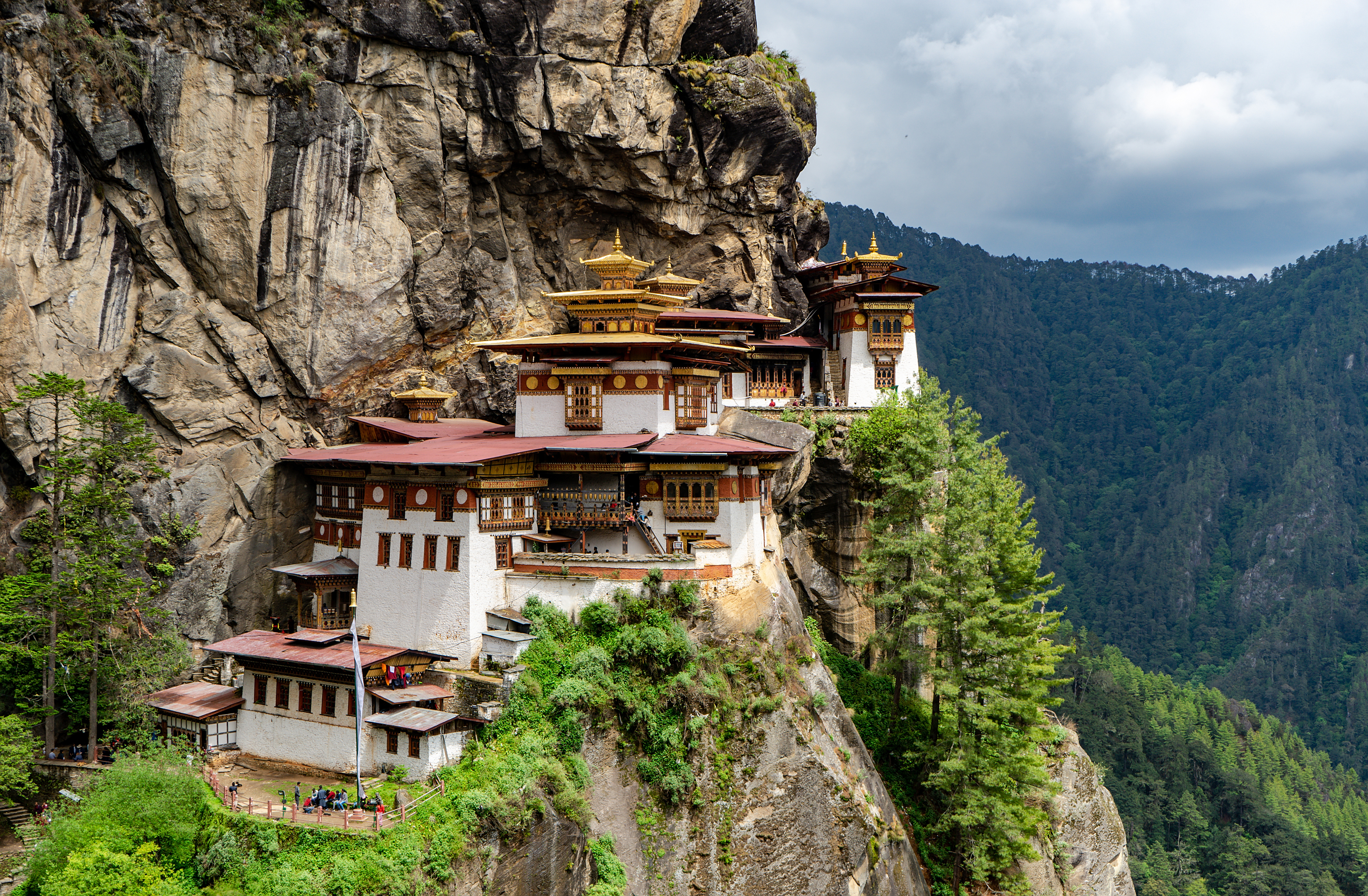
Taktshang (Tigernest)

Sie ist seit 1997 die erste Architektin in Bhutan, die sich professionell mit dem Thema der Denkmalpflege beschäftigt. Sie ist verantwortlich für die Restaurierungsarbeiten der bekannten Klöster Taktshang (Tigernest) und Semtokha-Dzong. Verantwortlich ist sie unter anderem für die Restaurierung des Volkskundemuseum, des Nationalen Archivs von Bhutan, die Galerien des Nationalmuseums und die Büros der Königlichen Akademie der Darstellenden Künste in Thimphu.
Für Bhutan erarbeitet sie einen Raumordnungsplan mit einem Zeithorizont von 20 Jahren.